# Vaalvleugelspreeuw
De vaalvleugelspreeuw (Onychognathus nabouroup) is een vogelsoort uit de familie Sturnidae.

## Verspreiding en leefgebied
Deze soort komt voor in Angola, Botswana, Namibië en Zuid-Afrika.